# Hans Strasser (Mediziner)

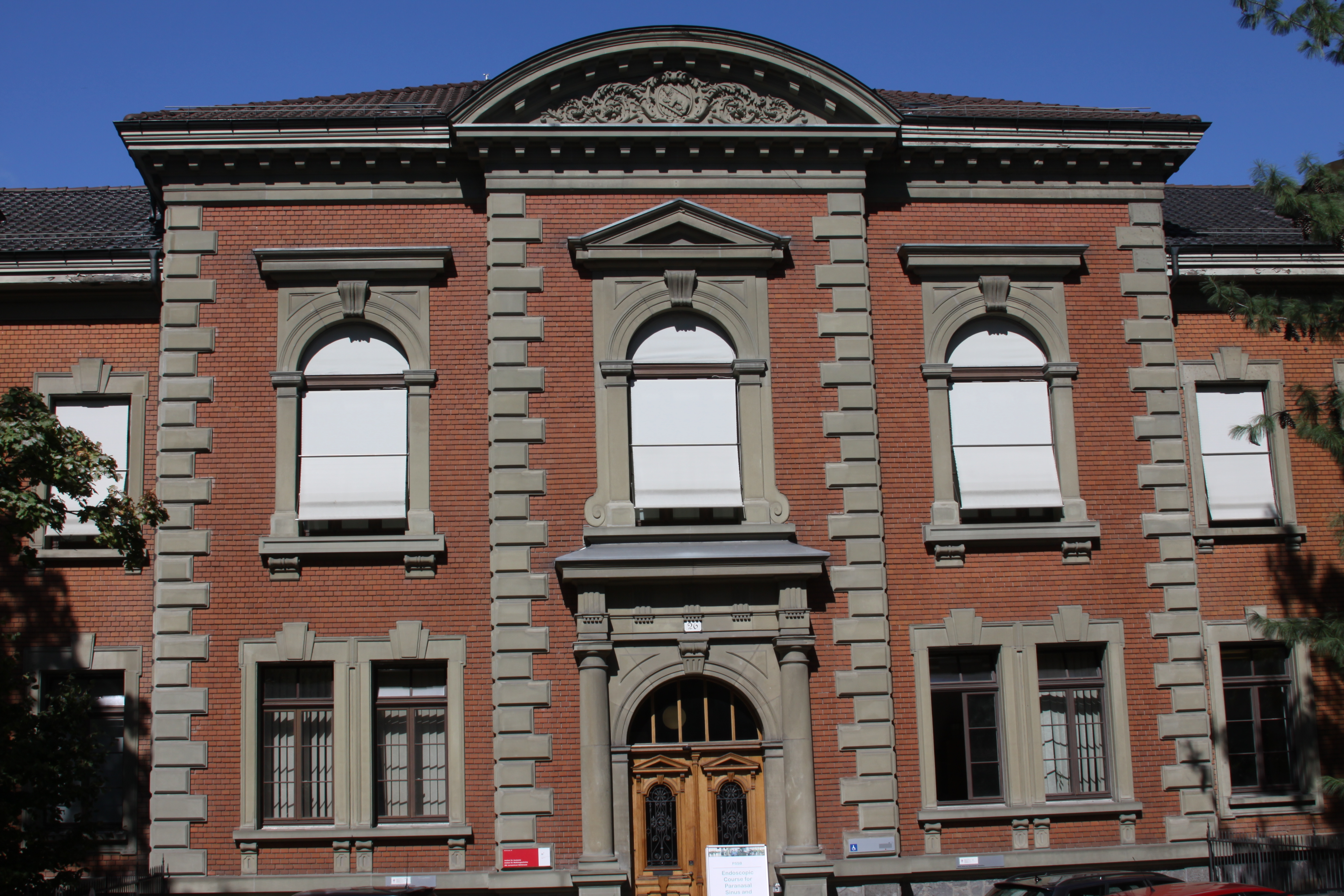
Institut für Anatomie Bern

Hans Strasser (* 20. Mai 1852 in Lauenen; † 16. April 1927 in Bern) war ein Schweizer Anatom.

## Leben
Hans Strasser wuchs als ältester Sohn mit seinem Bruder Gottfried des aus Wangen an der Aare stammenden Pfarrers Johann Strasser im Pfarrhaus von Langnau im Emmental auf, wohin die Familie 1855 gezogen war. Er besuchte Schulen in Langnau im Emmental und Interlaken und das Gymnasium in Bern.
Er studierte Medizin an den Universitäten Bern, Würzburg und Breslau und wurde 1877 in Bern promoviert. Am Anatomischen Institut der Universität Breslau, wo er 1879 auch habilitiert wurde, war er als Assistent und ab 1882 als Prosektor tätig. 1883 wurde er zum ausserordentlichen Professor an die Albert-Ludwigs-Universität Freiburg berufen.
Strasser war von 1887 bis 1927 ordentlicher Professor für Anatomie an der Universität Bern und von 1898 bis 1899 deren Rektor. Unter seiner Leitung entstand das Anatomische Institut derselben Universität.
Als Hauptwerk kann sein Lehrbuch der Muskel- und Gelenkmechanik gelten.
1926 wurde er als korrespondierendes Mitglied in die Bayerische Akademie der Wissenschaften aufgenommen.
Er war mit Marie Susanne geborene Freymond (1861–1922), Tochter des Karl Ludwig Freymond aus Breslau, verheiratet, mit der er sechs Kinder hatte. Der älteste Sohn war Karl Ludwig (Charlot).

## Schriften (Auswahl)
- Ueber die Luftsäcke der Vögel. In: Morphologisches Jahrbuch. Bd. 3 (1877), H. 2, S. 179–224 (Digitalisat; Dissertation, Universität Bern, 1876).
- Zur Entwicklung der Extremitätenknorpel bei Salamandern und Tritonen. Eine morphogenetische Studie. In: Morphologisches Jahrbuch. Bd. 3 (1879), S. 240–275 (Digitalisat; Habilitationsschrift, Universität Breslau, 1879).
- Ueber den Flug der Vögel. Ein Beitrag zur Erkenntniss der mechanischen und biologischen Probleme der activen Locomotion. Fischer, Jena 1885.
- Das neue anatomische Institut in Bern. Bergmann, Wiesbaden 1900.
- Anleitung zur Gehirnpräparation. Fischer, Jena 1901; 2. Auflage 1906; 3. Auflage Bircher, Bern 1920.
- Anleitung zur Präparation des Halses und Kopfes. Fischer, Jena 1906; 2. Auflage Bircher, Bern 1920.
- Lehrbuch der Muskel- und Gelenkmechanik. Springer, Berlin 1908–1917.
- Fragen der Entwicklungsmechanik. Die Vererbung erworbener Eigenschaften. Bircher, Bern 1920.
- Die Grundlagen der Einstein’schen Relativitätstheorie. Eine kritische Untersuchung. Haupt, Bern 1922.
- Über die Aufgaben und Methoden des anatomischen Unterrichtes im Dienste des Medizinstudiums. Zeitschrift f. d. ges. Anat., Band 79. Seite 176–197.